# Джадд, Наоми
Нао́ми Джадд (англ. Naomi Judd), урождённая — Дайа́на Э́ллен Джадд (англ. Diana Ellen Judd; 11 января 1946, Ашленд, Кентукки — 30 апреля 2022, Leiper's Fork, Теннесси) — американская певица, автор песен и актриса

.

## Ранние годы
Дайана Эллен Джадд, позже ставшая известной как Наоми Джадд, родилась 11 января 1946 года в Ашленде (штат Кентукки, США) в семье владельца АЗС Чарльза Глена Джадда и домохозяйки, позже повара на речном экипаже, Полин Рут Джадд (в девичестве Оливер). В 1965 году её 17-летний брат, Брайан Джадд, умер от лейкемии.
Первенец Джадд, дочь Кристина Клэр Симинелла (позже сменила имя на Вайнонна Эллен Джадд), родилась 30 мая 1964 года, когда девушке было 18 лет. Биологический отец девочки, Чарльз Джордан (ум. в 2000 году), бросил беременную Наоми, а 3 января 1964 года она вышла замуж за Майкла Симинеллу, будучи на 5-м месяце беременности. Симинелла в итоге удочерил новорожденную девочку и дал ей свою фамилию. 19 апреля 1968 года родилась вторая дочь супругов, Эшли Тайлер Симинелла, позже известна как Эшли Джадд, которая стала актрисой. В 1972 году Джадд развелась с Симинеллой и в дальнейшем воспитывала дочерей одна и дала им свою девичью фамилию.
Посещала школу медсестёр в Колледже Марин, в Калифорнии, а затем начала успешную карьеру певицы вместе с дочерью Вайнонной в составе дуэта «The Judds».

## Личная жизнь, проблемы со здоровьем и смерть
6 мая 1989 года Джадд вышла замуж за участника госпел-квартета «Palmetto State Quartet» Ларри Стрикленда.
В 1990 году у неё диагностировали гепатит C, которым она заразилась, работая медсестрой в отделении интенсивной терапии в 1980-х годах.
Джадд долгое время страдала депрессией. За десять лет до её гибели депрессия обострилась и сопровождалась тревогой, паническими атаками и суицидальными мыслями. Назначенные ей лекарства, в том числе литий, вызвали побочные эффекты, включая отёк лица, алопецию и тремор, что вызвало дальнейший эмоциональный дистресс.
30 апреля 2022 года Джадд покончила жизнь самоубийством, застрелившись в своём доме в Нэшвилле, штат Теннесси, в возрасте 76 лет, за день до своего посвящения в Зал славы кантри.

## Избранная фильмография
| Год  |   | Русское название            | Оригинальное название  | Роль               |
| ---- | - | --------------------------- | ---------------------- | ------------------ |
| 1979 | ф | Новые американские граффити | More American Graffiti | Девушка в автобусе |
| 1994 | с | Сёстры                      | Sisters                | Наоми Джадд        |
| 1996 | с | Третья планета от Солнца    | 3rd Rock from the Sun  | Фрэнсис Рэнделл    |
| 2000 | с | Прикосновение ангела        | Touched by an Angel    | Лиз                |
| 2001 | ф | Флирт со зверем             | Someone like You       | Визажист           |
| 2002 | с | Фрейзер                     | Frasier                | Лиллиан            |